# Wincencja Gerosa
Wincencja Gerosa, właśc. wł. Vincenza Gerosa (ur. 29 października 1784 w Lovere w Lombardii, zm. 28 czerwca 1847) – włoska tercjarka franciszkańska (OFS), współzałożycielka Zgromadzenia Sióstr Maryi Dziewicy, święta Kościoła katolickiego.
Mając 40 lat spotkała Bartłomieję Capitanio i razem z nią założyła zgromadzenie Sióstr Miłosierdzia, zwane Córkami Miłości. W dniu 26 lipca 1833 roku zmarła Capitanio. Po jej śmierci Gerosa kontynuowała plany z nowym zgromadzeniem.
Zmarła 28 czerwca 1847 roku mając 62 lata w opinii świętości.
Została beatyfikowana przez papieża Piusa XI w dniu 30 maja 1926 roku, a kanonizowana przez papieża Piusa XII w dniu 18 maja 1950 roku.